# Over Hulton
Over Hulton – wieś w Anglii, w hrabstwie ceremonialnym Wielki Manchester, w dystrykcie metropolitalnym Bolton. Leży 18 km na północny zachód od centrum miasta Manchester.